# Glyphotes simus
Glyphotes simus — вид гризунів родини Sciuridae. Її описав Майкл Роджерс Олдфілд Томас у 1898 році. Вона є монотипною в межах роду Glyphotes. Вона є ендеміком північного Борнео в Сабаху та Сараваку (Малайзія) та мешкає в районах, розташованих на висоті від 285 до 1800 метрів.

## Опис
Тіло завдовжки від 95 до 145 міліметрів, а хвіст — приблизно 100 міліметрів. Хутро зверху сіро-коричневе, а знизу жовтувато-біле.